# 베스티
베스티(BESTie)는 대한민국의 걸 그룹이다. 2013년 데뷔하여 2018년 해체하였다. 팀명의 뜻은 '친한 친구'라는 뜻을 가진 Best Friend (베스트 프렌드)의 줄임말로, '친한 친구처럼 편안한 그룹이 되겠다'라는 포부를 담고 있다.

## 활동 내용

### 데뷔 이전
해령, 유지, 혜연은 2012년 2월 EXID의 일원으로 데뷔하였으나, 얼마 지나지 않아 2012년 4월 탈퇴하였다. 이후 이들은 각자 다른 계기로 YNB 엔터테인먼트에 입사하여 새로운 데뷔를 준비하였으며, 소속사 측에서는 댄스 실력으로 화제가 된 다혜를 합류하여 4인조 걸 그룹을 기획하였다.

### 2013: 데뷔, 두근두근, 연애의 조건, 짱 크리스마스
2013년 7월 첫째 주부터 멤버 해령, 유지, 혜연, 다혜 순으로 티저 이미지를 공개하였다. 데뷔 싱글은 작곡가 슈퍼창따이가 작곡한 댄스곡 '두근두근'으로, 7월 9일 뮤직비디오 티저 영상을 공개했으며, 7월 12일 음원/뮤비 공개와 함께 같은 날 뮤직뱅크에서 데뷔 무대를 선보였다. 티저와 뮤직비디오는 2AM의 조권과 개그맨 유세윤이 출연하여 화제를 불러일으켰다. 이 곡은 세련되고 청순하면서도 섹시한 면을 과시한 데뷔곡으로, 베스티는 이 곡의 활동과 함께 각종 예능프로그램에 출연하기도 했다.
베스티는 '두근두근' 활동 종료 후 약 한 달 뒤, 같은 해 10월 17일에 작곡가 용감한 형제에게서 받은 댄스곡 '연애의 조건'을 발표하면서 한층 성숙한 섹시미로 주목을 받았다. 박지윤의 히트곡 'Steal Away'을 연상케 하는 반전과 더불어, 여성들의 연애담을 담은 솔직한 내용의 가사가 이채롭다는 평가를 받으며, 개그콘서트의 '남자가 필요없는 이유' 코너에서 데뷔곡 '두근두근'에 이어 배경 음악으로 자주 사용되었다.
'연애의 조건' 방송 활동이 끝난 지 얼마 되지 않아 소속사 측에서는 시즌송 '짱 크리스마스'를 발표하겠다고 하고 유세윤이 출연한 두 차례의 티저 영상을 공개하였다. '짱 크리스마스'는 유세윤이 작사는 물론 피처링까지 참여하였다. 원래 이 곡은 방송활동을 하지 않을 계획이었으나, 팬들의 요청으로 쇼 챔피언, 쇼! 음악중심, 인기가요 등의 음악프로그램에 1주 출연을 확정지었다. 더불어, 힙합 그룹 M.I.B의 디지털 싱글 '너부터 잘해' 방송 활동과 신인보이밴드 쿼트로코드의 '붙어 있을래요'에 혜연이 피쳐링으로, 같은 기획사 소속 아티스트인 40의 '영화처럼' 뮤비에 해령이 출연하는 등, 개인 활동도 진행하였다.

### 2014:Thank U Very Much, 별처럼,Hot Baby, 니가 필요해
소속사는 당초 베스티가 2014년 2월 말에 미니 앨범으로 컴백한다고 밝혔으나, 더 높은 완성도를 위하여 앨범의 발매를 연기하고 디지털 싱글 'Thank U Very Much'를 선공개하였다. 이단옆차기가 작곡한 이 노래로 베스티는 기존의 섹시한 이미지 대신 강렬하면서도 장난끼 넘치는 이미지를 구축하였다. 공백기 동안 혜연은 개그맨 손헌수의 '다녀오겠습니다' 뮤직 비디오에 참여하였고, 해령은 '코미디 빅리그'에 MC로 등장하였으며, 예능 출연은 물론 드라마까지 출연하였다. 또한, 드림콘서트 20주년 기념 콘서트에 초대받아 루키스테이지 무대를 꾸몄다.
데뷔 1주년의 하루 전인 2014년 7월 11일, 데뷔 1주년 기념으로 선공개 발라드곡 팬송 '별처럼'을 공개했다. 이후 7월 16일 쇼 챔피언에서 새 앨범 티저가 공개되었다. 7월 21일, 타이틀 곡은 전작을 쓴 이단옆차기가 작곡한 'Hot Baby'이며 시원하면서도 발랄한 느낌의 소프트 댄스곡임이 밝혀졌다. 7월 23일 쇼 챔피언에서 첫 무대를 가졌으며, 첫 번째 미니 앨범 《Hot Baby》는 7월 28일에 뮤직 비디오와 함께 정식으로 발매되었다.
《Hot Baby》의 발매로부터 한 달 뒤인 8월 29일, 《Hot Baby》의 디지털 리패키지 앨범이 발매되었다. 이 앨범에 포함된 신곡 '니가 필요해 (I Need You)'는 앨범이 나오기 하루 전인 8월 28일, SBS 라디오 '두시탈출 컬투쇼'에서 처음으로 선공개하였고, 그 후 M.net 엠카운트다운에서도 공개하였다. 앨범은 바로 다음 날인 2014년 8월 29일 뮤직뱅크를 통해 공식적인 무대를 선보였다. '니가 필요해 (I Need You)'의 작사, 작곡은 이단옆차기가 담당했다.

### 2015-2018:Love Emotion, 전속계약 해지와 해체
베스티는 2015년 5월 7일 두 번째 미니 앨범 《Love Emotion》의 타이틀 곡 'Excuse Me'로 엠카운트다운에서 컴백 무대를 선보였으며, 다음날인 5월 8일 《Love Emotion》 뮤직비디오와 음원이 정식으로 발매되었다.
2017년 9월 5일 멤버 유지와 다혜가 소속사 YNB 엔터테인먼트와 전속계약을 해지하면서 팀을 탈퇴하였다. 베스티의 리더 혜연은 2017년 10월 KBS2의 아이돌 리부팅 프로젝트 더 유닛에 참여하였으나 파이널 무대를 앞두고 탈락하였고, 2018년 10월 YNB 엔터테인먼트와 전속계약을 해지하면서 베스티는 2018년 10월 25일 해체하였다. 소속사인 YNB 엔터테인먼트는 2018년 하반기에 부도를 맞이하였다.

## 이전 구성원
| 이름 | 소개 |
| ---- | --- |
| 혜연 | - 본명: 강혜연 (姜蕙姸) - 생년월일: 1990년 12월 8일(34세) - 출생지: 대한민국 인천광역시 - 학력: 박문여자고등학교 (졸업) - 포지션: 리더, 리드보컬, 서브래퍼 - 관련 활동: EXID 전 멤버 - 활동기간: 2013년 7월 12일 ~ 2018년 10월 25일 |
| 해령 | - 본명: 나해령 (羅海嶺) - 생년월일: 1994년 11월 11일(30세) - 출생지: 대한민국 서울특별시 - 학력: 서울공연예술고등학교 (졸업) - 포지션: 서브보컬 - 관련 활동: EXID 전 멤버 - 활동기간: 2013년 7월 12일 ~ 2018년 10월 25일            |
| 유지 | - 본명: 정유지 (鄭有智) - 생년월일: 1991년 1월 2일(34세) - 출생지: 대한민국 서울특별시 - 학력: 서울예술대학교 실용음악과 (휴학) - 포지션: 메인보컬, 리드댄서 - 관련 활동: EXID 전 멤버 - 활동기간: 2013년 7월 12일 ~ 2017년 9월 5일 |
| 다혜 | - 본명: 송다혜 (宋多惠) - 생년월일: 1993년 6월 12일(31세) - 출생지: 대한민국 인천광역시 - 학력: 인천예일고등학교 (졸업) - 포지션: 메인래퍼, 서브보컬, 메인댄서 - 활동기간: 2013년 7월 12일 ~ 2017년 9월 5일                         |

### 멤버 변천사
| 유지 |
| 다혜 |
| 해령 |
| 혜연 |

## 음반 목록

### 미니 음반
| 제목         | 정보                                                                              | 트랙 리스트 | 가온 앨범 차트 | 판매량             |
| 제목         | 정보                                                                              | 트랙 리스트 | 주간           | 판매량             |
| ------------ | --------------------------------------------------------------------------------- | --- | -------------- | ------------------ |
| Hot Baby     | - 발매일: 2014년 7월 28일 - 레이블: 로엔 엔터테인먼트 - 포맷: CD, 디지털 다운로드 | 1. Hot Baby 2. 별처럼 (Like A Star) 3. 롤러 걸 (Roller Girl) 4. I'm So Into You 5. THANK U VERY MUCH 6. 연애의 조건 7. 두근두근 (remix) | 7              | - 대한민국: 4,636+ |
| Love Emotion | - 발매일: 2015년 5월 8일 - 레이블: 로엔 엔터테인먼트 - 포맷: CD, 디지털 다운로드  | 1. Excuse Me 2. Hush Baby 3. 싱글베드 (Single Bed) 4. I'm So Fine (Feat. 알맹) 5. 이런 날 6. Excuse Me (Inst.)                          | 8              | - 대한민국: 3,945+ |

### 싱글 및 노래
| 제목                                      | 연도 | 가온 디지털 차트 | 디지털 판매량 | 앨범              |
| 제목                                      | 연도 | 주간             | 디지털 판매량 | 앨범              |
| ----------------------------------------- | ---- | ---------------- | ------------- | ----------------- |
| 두근두근 뮤직비디오                       | 2013 | 84               |               | ―                 |
| 연애의 조건 뮤직비디오                    | 2013 | ―                |               | ―                 |
| 짱 크리스마스 (Feat. 유세윤) 뮤직비디오   | 2013 | ―                |               | ―                 |
| THANK U VERY MUCH 뮤직비디오              | 2014 | 53               |               | Hot Baby          |
| 별처럼 뮤직비디오                         | 2014 | ―                |               | Hot Baby          |
| Hot Baby 뮤직비디오                       | 2014 | 53               |               | Hot Baby          |
| 니가 필요해 (I Need You)                  | 2014 | 74               |               | Digital Repackage |
| Excuse Me 뮤직비디오                      | 2015 | 74               |               | Love Emotion      |
| "—" 표시는 차트에 진입하지 못함을 의미함. |      |                  |               |                   |

## 음반 외 활동

### 방송
- 2017년 KBS2 《아이돌 리부팅 프로젝트 더 유닛》 - 혜연 (참가자)

### 홍보대사
- 2013년 서울 월드컵경기장 홍보대사
- 2014년 부여군 홍보대사
- 2014년 서울경찰청 4대악 근절 홍보대사

## 수상

### 시상식
- 2015년 1월 15일 제29회 《골든 디스크》 음반 부문 넥스트 제너레이션상